# Dragsfjärd
Dragsfjärd es una localidad costera del suroeste de Finlandia situada en la región de Finlandia Propia e integrada en el municipio de Kimitoön.
La localidad es mayoritaria en personas que hablan el sueco, y es peculiar en el país por no contar con topónimo finés alternativo al nombre sueco.
La localidad es pequeña, ocupando el punto suroeste de la isla de Kimito, la isla más grande del archipiélago de Turku. Cuenta además con numerosas islas de pequeño tamaño (en total cerca de 2 000) y archipiélagos, extendiéndose hasta las islas exteriores del Golfo de Finlandia. Incluye, por otro lado, una parte del parque nacional del archipiélago del suroeste.
Algunas de las islas están entre las más meridionales del país, el islote de Bengtskär, tiene la construcción humana (un faro) más al sur de Finlandia.
El principal pueblo, Dalsbruk (Taalintehdas en finés) agrupa la mitad de los habitantes y presenta un carácter claramente industrial. Se fundó en 1686 en torno a una fragua, y se pueden ver hoy varios edificios que datan del siglo XVIII. Una acería del grupo Ovako sigue funcionando hoy, así como una industria de pescado.
El pueblo se sitúa a 180 km de Helsinki y 85 km de Turku. El municipio solo tenía frontera terrestre con los municipios de Kimito y Västanfjärd. Está rodeado también (por la parte que limita con el mar) por Pargas, Nagu, Ekenäs y Hanko.

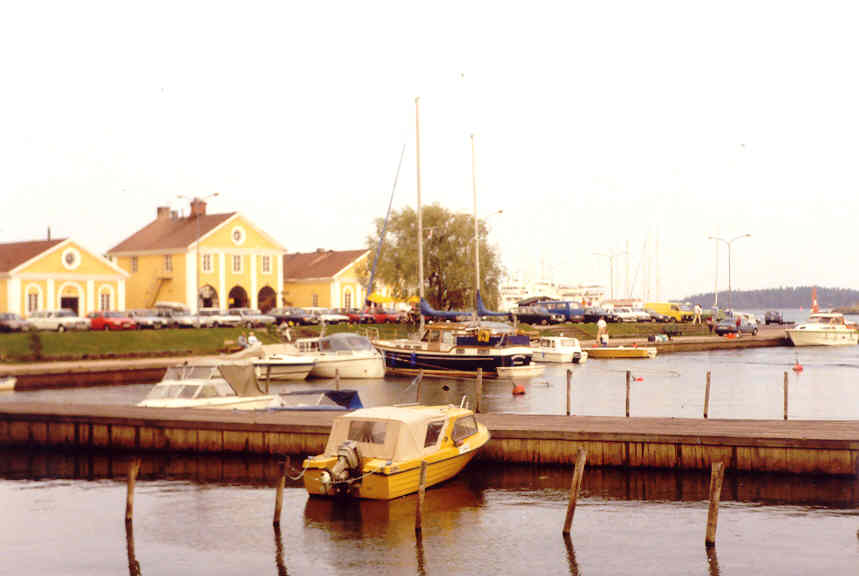
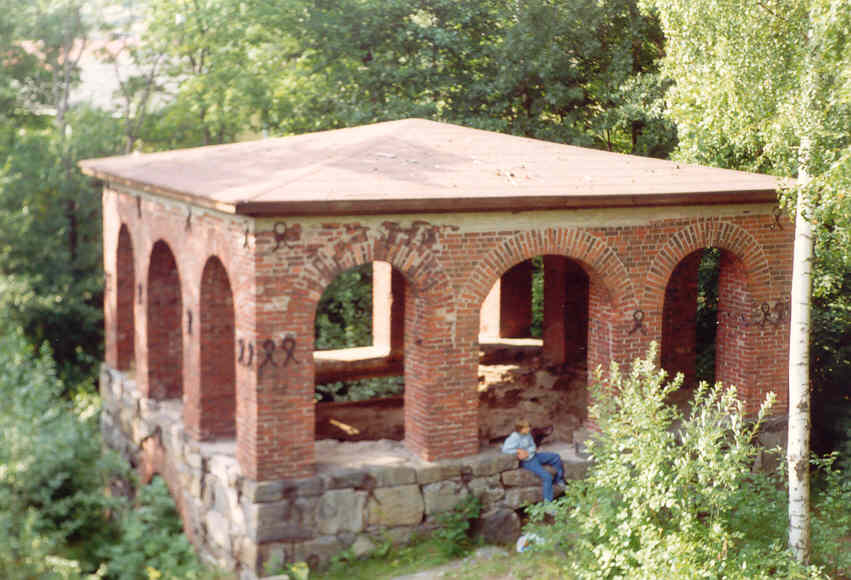
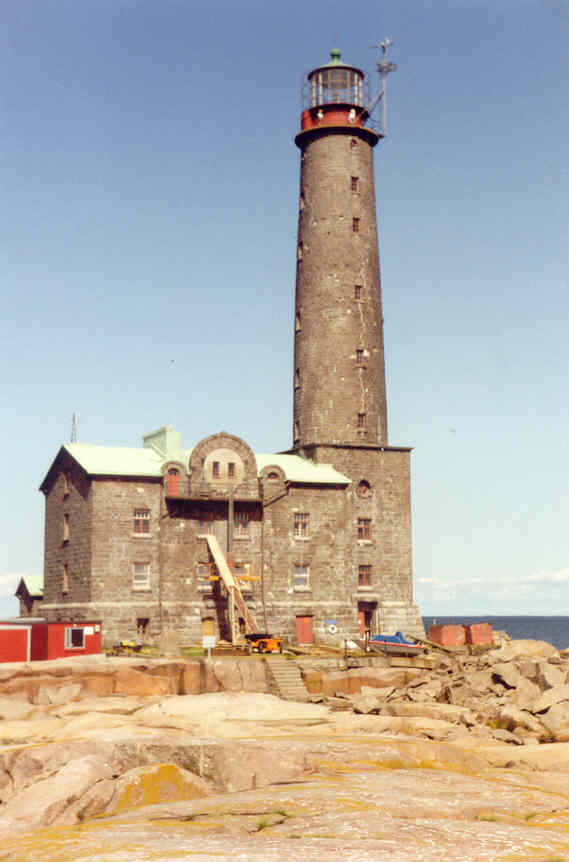